# Brulux
Brulux, de son vrai nom Hedi Chabar, né le 24 octobre 1985 dans le 14e arrondissement de Paris, est un rappeur franco-tunisien. Il s'est fait connaître en 2014 avec son single Benzema certifié disque de platine et en 2021 avec son album La sans pitax.
Il est impliqué en 2019 dans une affaire judiciaire pour laquelle il est condamné à cinq ans de prison, dont la moitié avec sursis, pour violences conjugales et tentatives de meurtre. Après avoir été incarcéré successivement à Lantin puis à Fresnes, il est libéré en 2024.

## Biographie

### Enfance et origines
Hedi Chabar naît le 24 octobre 1985 dans le 14e arrondissement de Paris. De nationalité franco-tunisienne, le rappeur grandit dans le quartier de Belleville dans le 20e arrondissement de Paris.

### Carrière

#### Début de carrière etBrulux On The Flux(2010-2013)
Il fait sa première apparition musicale le 6 juin 2010 sur la mixtape Liberté Provisoire de Lacrim sur le morceau Ça rigole.
Le 24 juin 2013, Brulux publie sa première mixtape, Brulux On The Flux, composée de 19 titres. Ce projet inclut de nombreuses collaborations, notamment avec Mister You, Lacrim, S.Pri Noir et Demon One,.

#### Benzema,KB9et442(2014-2017)
Le 30 octobre 2014, Brulux publie le morceau Benzema, un hommage au footballeur Karim Benzema. Le single rencontre un grand succès, franchissant la barre des 39 millions d'équivalents streams et obtenant une certification de platine. Ce succès persiste neuf ans après sa sortie initiale sur YouTube, où le clip cumule plus de 34 millions de vues.
Le morceau Benzema rend hommage à l'attaquant, Ballon d'or 2022, et à son style de jeu. La chanson a trouvé un écho particulier auprès des auditeurs de la scène rap et des fans de football. Ce single est la seconde production de Brulux à obtenir une certification de platine, après La Bise, en collaboration avec Sadek.
Le 4 avril 2016, Brulux publie le morceau KB9. Le clip, réalisé par Macro, met en scène Brulux dans un cadre soigné, où il se fait coiffer en plein air, avant de se retrouver entouré de ses amis dans un décor luxueux. À travers KB9, Brulux salue la réussite de Karim Benzema et fait également référence à des figures influentes de la scène rap, telles que Lacrim et Gims.
Le 13 décembre 2017, sort 442 un morceau dans lequel il adopte un ton virulent et egotrip. Le titre se distingue par des punchlines incisives et une production sonore catchy, marquant le retour de l’artiste après une période d'absence. Le morceau met en avant des thèmes de revanche et de détermination, avec des vers tels que "Je pousse sans créatine / J’rappe sous codéine / C’est pas l’argent qui fait l’homme, ni son disque de platine".
Pour promouvoir le morceau, Brulux a choisi un format original de court métrage, qui présente des scènes de sa vie quotidienne et prépare l'intrigue du clip.

#### La sans pitaxetJulie(2021)
En 2020, Brulux annonce la sortie de son tout premier album en postant la couverture sur ses réseaux sociaux.
Sorti le 8 janvier 2021, La Sans Pitax est le premier album studio de Brulux. Après plusieurs années de présence dans la scène rap française, il choisit cette date pour marquer ses débuts en solo. L'album comporte 16 titres, avec des collaborations remarquées aux côtés de figures importantes du rap français, telles que Jul, Lacrim, Mister You, Sadek, Heuss l’Enfoiré et ZKR. Les productions de l’album sont signées par Lawiis, Yann Dakta, Rednose et Zak Cosmos, et explorent des thèmes personnels.
La pochette de La Sans Pitax, réalisée par Fifou, est inspirée d'une célèbre photographie du boxeur Mohamed Ali, rendant hommage au style et à la personnalité audacieuse de Brulux . Dès sa sortie, l’album se hisse dans les classements, avec plus de 4 400 exemplaires écoulés en première semaine, en majorité via le streaming.
En octobre 2021, Brulux sort Julie. Ce morceau s’inscrit dans la continuité de son titre précédent, Julien, qui avait contribué à asseoir sa réputation de « kickeur ». Dans Julie, Brulux développe un style incisif, caractérisé par des punchlines et des références aux quartiers populaires. La production est réalisée par Lawiistheproduceur, et le morceau est accompagné d’un clip, dans lequel le rappeur apparaît sans artifice.

## Discographie

### Singles
| Année | Titre                      | Meilleure position | Meilleure position | Meilleure position | Certifications           | Album         |
| Année | Titre                      | FR                 | WAL                | SUI                | Certifications           | Album         |
| ----- | -------------------------- | ------------------ | ------------------ | ------------------ | ------------------------ | ------------- |
| 2014  | Freestyle On The Flux 1    | —                  | —                  | —                  | —                        | —             |
| 2014  | Freestyle On The Flux 2    | —                  | —                  | —                  | —                        | —             |
| 2014  | Benzema                    | —                  | —                  | —                  | - France (SNEP): Platine | —             |
| 2015  | Hat Trick                  | —                  | —                  | —                  | —                        | —             |
| 2015  | J't'arrange                | —                  | —                  | —                  | —                        | —             |
| 2016  | Rien à foutre (avec Sobo)  | —                  | —                  | —                  | —                        | —             |
| 2016  | KB9                        | —                  | —                  | —                  | —                        | —             |
| 2016  | Le froid                   | —                  | —                  | —                  | —                        | —             |
| 2017  | L'angoisse                 | —                  | —                  | —                  | —                        | —             |
| 2017  | Rec                        | —                  | Tip                | —                  | —                        | —             |
| 2017  | 442                        | —                  | —                  | —                  | - France (SNEP): Or      | —             |
| 2018  | Golf 7 R (avec Earvinho)   | —                  | —                  | —                  | —                        | —             |
| 2018  | Booska Brulux              | —                  | —                  | —                  | —                        | —             |
| 2018  | La foi                     | —                  | —                  | —                  | —                        | —             |
| 2019  | Julien                     | 153                | —                  | —                  | —                        | La sans pitax |
| 2020  | Le statut                  | —                  | —                  | —                  | —                        | La sans pitax |
| 2021  | Ça recommence (avec Sadek) | 149                | —                  | —                  | —                        | La sans pitax |
| 2021  | Ben Ali (avec Mister You)  | 147                | —                  | —                  | —                        | La sans pitax |
| 2021  | Octobre                    | 154                |                    |                    |                          | La sans pitax |
| 2021  | Sans pitax (avec Négrito)  | 183                | —                  | —                  | —                        | La sans pitax |
| 2021  | Ndoro                      | 172                | —                  | —                  | —                        | La sans pitax |
| 2021  | Julie                      | —                  | —                  | —                  | —                        | La sans pitax |
| 2022  | Koudjack                   | —                  | —                  | —                  | —                        | —             |

### Apparitions
2010 : 
- Lacrim - Ca rigole pas (sur l'album Liberté provisoire)

2015 : 
- Sadek - Tu vas rien faire (sur l'album Johnny Niuum ne meurt jamais)

2016 :
- Sadek - La Bise (sur l'album Nique le casino)

2017 : 
- Lacrim - Papa Trabja (sur l'album Force & Honneur)

2018 : 
- Narco - Si Tu Savais
- Bilel - Where Is Bilel ? - Episode 5

2019 :
- Bilel - On est cramé (sur l'album Bilel c'est wam)

2020 : 
- Earvinho - Tour de Paname (sur la mixtape Kawaski Tape #2)

2021 :
- Kamikaz - Opinel 12 (sur l'album Sofiane)
- Tunisiano avec Alkpote, Brulux, ISK & Sadek - 00216 (sur l'album Avis de tempête)
- Sanfara avec A.L.A & Brulux - Dybala

2022 :
- Malki avec Sadek & Brulux - Grand Cru (sur l'album Réchauffement climatique)
- Stone du Ketru & Brulux - En Bal (sur la compilation Carré dans l'angle)

## Affaire judiciaire

### Condamnation pour violences conjugales et tentatives de meurtres (depuis 2018)
Condamné à cinq ans de prison avec sursis pour la moitié de la peine par le tribunal correctionnel de Liège. Il a été reconnu coupable de violences graves envers son ex-compagne et un témoin, ainsi que de deux tentatives de meurtre le 12 janvier 2019. La relation tumultueuse entre Chabar et sa compagne a duré quatre ans et a pris fin en juillet 2018. 12 janvier 2019, après une soirée à Bruxelles et Herstal, Chabar agresse violemment son ex-compagne en la menaçant et la frappant. Plusieurs témoins confirment la violence de l'agression. Chabar est également poursuivi pour d'autres violences commises sur la victime, notamment après son accouchement. Le tribunal a pris en compte la gravité des faits et a accordé 2 500 euros à la victime, ordonnant une expertise médicale en raison des séquelles qu'elle garde.

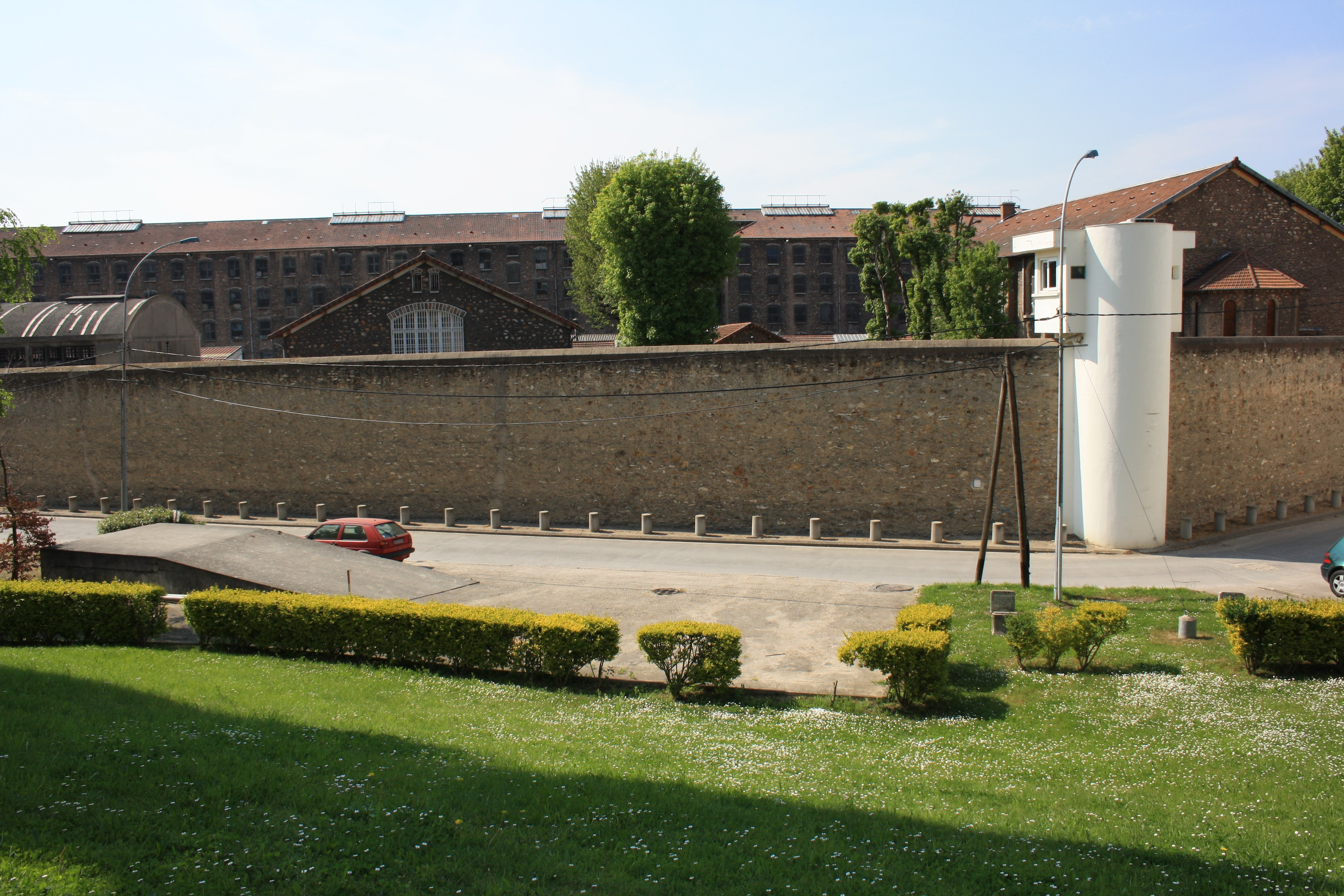
Prison de Fesnes dans laquelle Brulux a été incarcéré

À la suite de cette première condamnation, Brulux est incarcéré à la prison de Lantin,. Cependant, après avoir purgé une partie de sa peine, il a été libéré sous certaines conditions. Plus tard, Brulux est à nouveau incarcéré, cette fois à la prison de Fresnes, dans le cadre de nouvelles poursuites. Cette incarcération a été confirmée par des rumeurs sur les réseaux sociaux, notamment après l'apparition d'une vidéo le montrant en compagnie d'autres détenus, dont le rappeur MHD. Les détails exacts de cette incarcération n'ont pas été entièrement dévoilés, mais elle pourrait être liée aux violences conjugales pour lesquelles il a déjà été condamné,.
Il retrouve finalement la liberté en 2024, comme en témoignent des images diffusées sur Internet.

## Clashes, polémiques et altercations

### Brulux clash Mister You (2015)
En 2015, Brulux lance des piques à Mister You dans son clip Hat Trick, avec des paroles comme « T'as sorti qui d'la galère maintenant tu rappes avec des victimes » et « Tu creuses demandes à Nabil nique ton oseille dans l'Don Pérignon ». Ces paroles faisaient référence à des collaborations de Mister You et à ses chansons. Cependant, les deux rappeurs ont finalement fait la paix en 2016 et ont mis fin à leur conflit.

### Brulux insulte des agents de la SNCF (janvier 2021)
En janvier 2021, Brulux provoque une polémique après un incident à la gare Saint-Charles de Marseille. Dans une vidéo sur Snapchat, il raconte avoir été empêché de monter dans son train par des agents de la SNCF en raison de l'absence de masque. Il déclare : « Il m’a dit t’as pas de masque, il m’a pas laissé prendre mon train ce fils de p*te, c’est le dernier train, j’ai des rendez-vous, il va vous arriver que des galères à vous bande de harkos. » L'incident a rapidement circulé sur les réseaux sociaux, suscitant de vives réactions.

### Polémique lors de son passage dans Touche Pas à Mon Poste(avril 2021)
Le 20 avril 2021, Brulux est invité sur le plateau de Touche Pas à Mon Poste pour débattre de la mixité en banlieue, aux côtés d’Alice Cordier, militante du collectif Némésis, et d’autres intervenants. Au cours de l’émission, un échange tendu a lieu entre Brulux et Cordier, au sujet de l’immigration et du port du voile. Le rappeur provoque la controverse en déclarant : « Mettez un voile, vous serez plus belle. » Cette intervention suscite une vive réaction sur les réseaux sociaux, où plusieurs internautes critiquent ses propos jugés inappropriés et regrettent son intervention, estimant qu’elle n’a pas apporté de contributions constructives au débat.

### Nain à Marseille (mai 2021)
Brulux a suscité la controverse en mai 2021 après la publication d'une vidéo dans laquelle il interagit avec une personne de petite taille lors de son passage à Marseille. Dans cette vidéo, il qualifie l'individu de « naingui » et fait des remarques jugées par certains comme moqueuses. Ses commentaires, perçus comme de la moquerie envers les personnes de petite taille, ont divisé les internautes, certains les trouvant inappropriés, tandis que d'autres les ont considérés comme humoristiques. Cette vidéo s'inscrit dans une série de posts de Brulux sur les réseaux sociaux qui ont parfois suscité des débats sur ses propos et son comportement envers les personnes handicapées.

## Vie privée
Il est un ami d'enfance de Mister You et Gims.
Il est père de deux enfants.